# زمین‌لرزه ۱۹۷۱ چین
زمین‌لرزه چین  در تاریخ ۱۶ اوت ۱۹۷۱ میلادی، برابر با ‎۲۵ مرداد ۱۳۵۰، ساعت ۴:۵۸:۰۱ به زمان یوتی‌سی در چین رخ داد. ژرفای این زلزله ۲۴٫۳ کیلومتر بود. بزرگی آن ۵٫۵ در مقیاس mb اعلام شده‌است. زمین‌لرزه به وقت محلی در روز دوشنبه، ساعت ۱۲ روی داده و منطقه زمانی آن یوتی‌سی +۸ بوده‌است .
سازمان زمین‌شناسی آمریکا نیز جای این زمین‌لرزه را در مختصات ۲۸°۵۴′شمالی ۱۰۳°۴۲′شرقی / ۲۸٫۹°شمالی ۱۰۳٫۷°شرقی و بزرگی آنرا برابر با ۵٫۹ در مقیاس ریشتر اعلام کرده‌است. 
شمار کشتگان زلزله حدود ۱۰ نفر بوده‌است.تعداد زخمیان ۱۰۰ نفر برآورده شده‌است.